# Have I Told You Lately
Have I Told You Lately è un singolo del cantautore nordirlandese Van Morrison, pubblicato nel 1989 ed estratto dal suo diciannovesimo album in studio Avalon Sunset.

## Tracce
- 7"

1. Have I Told You Lately
2. Contacting My Angel

## Premi
Nell'ambito dei Grammy Awards 1996, per una versione eseguita da The Chieftains & Van Morrison, inserita nell'album The Long Black Veil, la canzone ha vinto il Grammy Award alla miglior collaborazione vocale pop.

## Cover
- Rod Stewart ha inciso una cover del brano nel suo album Vagabond Heart (1991), ma ne ha pubblicato come singolo una versione dal vivo nel 1993, quale estratto dal suo album dal vivo Unplugged ...and Seated.
- Il gruppo musicale belga Clouseau ha pubblicato il brano nel 1998 con il titolo in lingua olandese Heb Ik Ooit Gezegd (Have I Told You Lately) all'interno del loro ottavo album in studio In Stereo.
- Andy Williams ha inciso il brano in uno dei suoi ultimi lavori, ovvero I Don't Remember Ever Growing Up, album uscito nel 2007.
- Il tedesco Thomas Anders ha inserito una sua versione nell'album Songs Forever (2006).
- Barry Manilow ha pubblicato il brano nell'album The Greatest Songs of the Eighties, uscito nel 2008.